# 新兴镇 (兰陵县)
新兴镇，是中华人民共和国山東省临沂市兰陵县下辖的一个乡镇级行政单位。

## 行政区划
新兴镇下辖以下地区：
西新兴村、马楼村、卢家楼村、张屋村、东新兴一村、东新兴二村、于楼村、前大窑村、北辛庄村、后大窑村、西刘庄村、高王庄村、后官庄村、王家楼村、前官庄村、木山村、东大寨村、西大寨村、徐山口村、伏山口东村、伏山口西村、蒋家庄村、艾庄村、古林村、黄山屯村、小寨子村、冯岭村、太子堂村、新胜村、阁老埠村、云铺村、曹庄村、东官庄村、板闸湖村、东凤庄村、西凤庄村、山里王村、朱屯村、岳楼村、新马庄村、龙庄村、双山屯村、下湖村和岳桥村。